# Gaiola (ave)

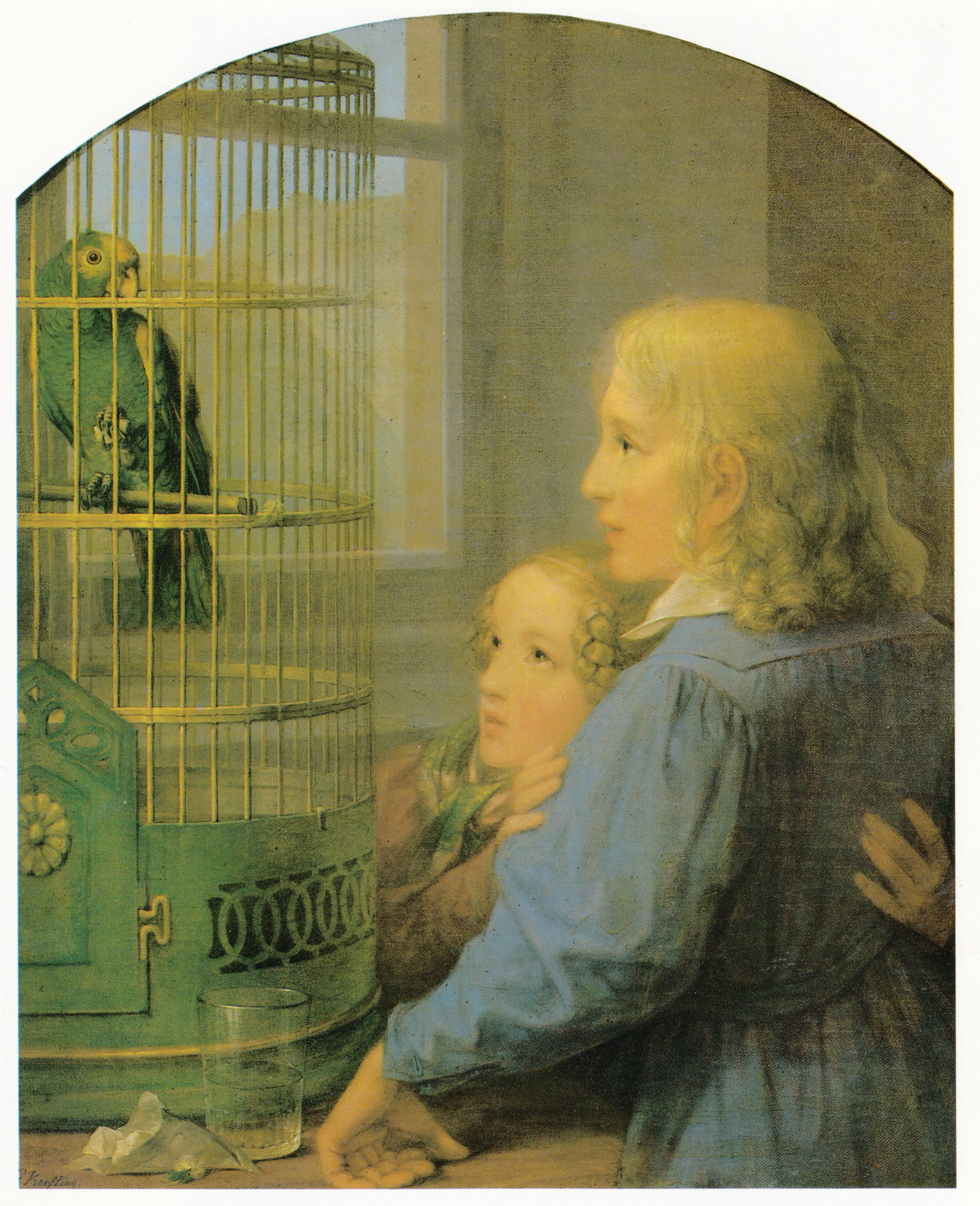
Duas crianças com gaiola de papagaio (pintura de Georg Friedrich Kersting, ca. 1835)

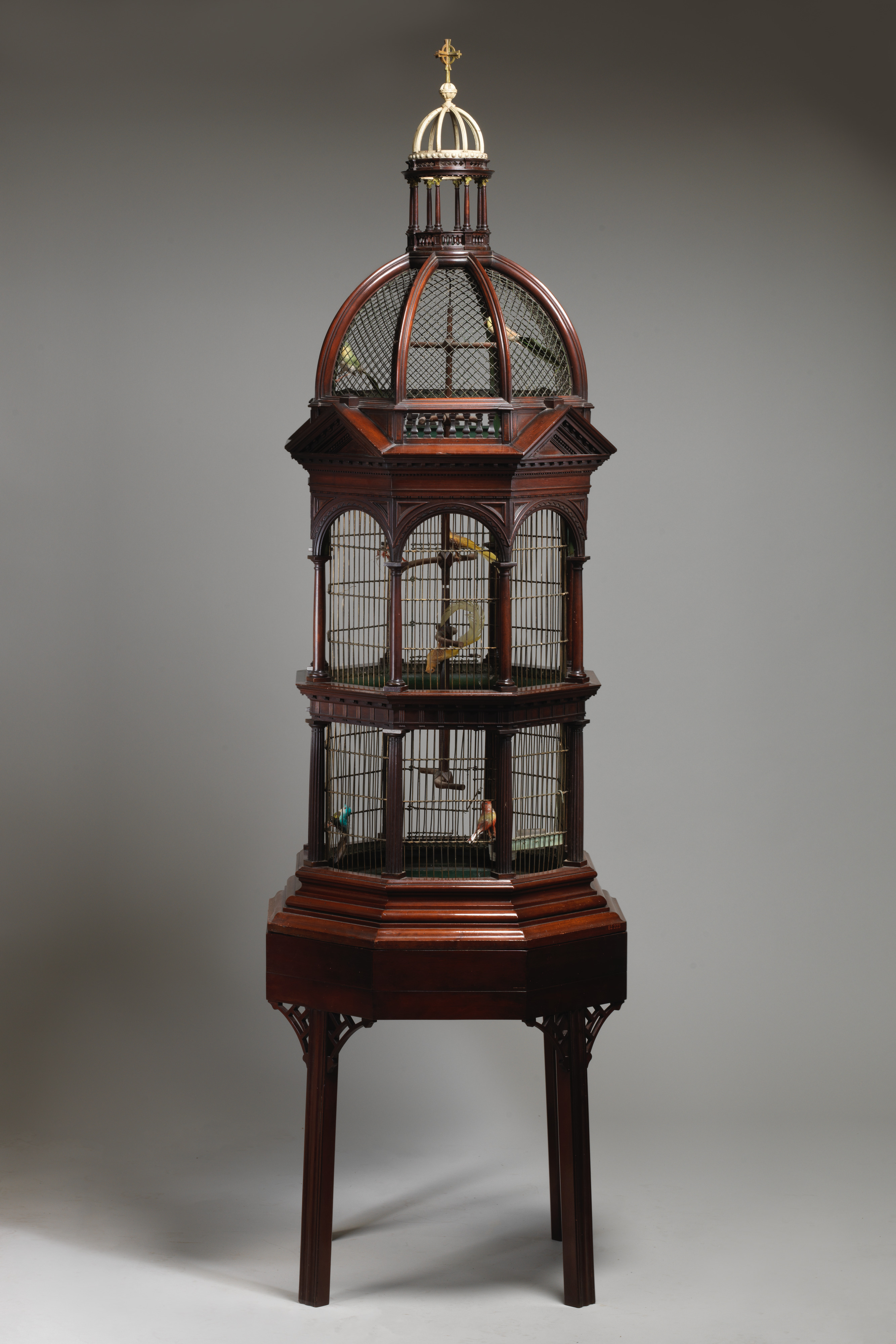
Gaiola britânica, cerca de 1750, mogno e latão, total: 217,8 × 62,9 × 62,9 cm, Metropolitan Museum of Art (New York City)

Uma gaiola (do termo latino caveola, com hiperbibasmo) é uma jaula feita normalmente de metal, arame, cana ou madeira, usada em geral para encerrar aves.
Gaiolas antigas (ou estilo antigo) são frequentemente populares como itens de colecionador ou como decoração doméstica, mas a maioria não é adequada para abrigar pássaros vivos, sendo muito pequena, formato inadequado, usando materiais ou construção insegura. Gaiolas mais longas e de boa qualidade projetadas para pássaros de estimação são mais adequadas.

## Histórico
As gaiolas de pássaros viram seu uso mais antigo na antiga Mesopotâmia, Egito, Pérsia, Grécia, Roma, China, Índia, Babilônia, entre muitos outros. Durante este tempo as aves eram mantidas muitas vezes por motivos religiosos ou simbólicos, mas também eram um sinal de riqueza e aristocracia, como as aves africanas importadas para as cortes romanas. A área de Harz Mountain na Alemanha tornou-se conhecida por seu estilo único de gaiola, esculpindo elaboradas gaiolas de madeira semelhantes a relógios de cuco. O comércio de aves exóticas tornou-se bastante lucrativo, alguns pássaros valendo pelo seu peso em ouro. As aves em cativeiro eram um símbolo de status e eram mantidas em famílias e cortes ricas em toda a Europa Ocidental, com patrocínio especial da monarquia. Os séculos XVIII e XIX foram um período notável de criatividade em relação às gaiolas. As influências variaram da China à Europa gótica. Talvez o auge da criação de pássaros tenha ocorrido durante a era vitoriana. Novas inovações em design e materiais exclusivos alimentaram a mania da criação de pássaros. Mesmo na América colonial, os colonos mantinham pássaros em gaiolas de madeira ou bambu. Em 1874, a empresa Andrew B. Hendryx (então chamada Hendryx & Bartholomew) foi fundada na América e se juntou à Hartz Mountain como uma das principais fabricantes de gaiolas de pássaros da moda. Enquanto o movimento Art Deco e Arts and Crafts surgiu no início de 1900, o design das gaiolas de pássaros refletia a tendência, geralmente com gaiolas suspensas de estilo oriental. A próxima grande mudança de estilo foi durante a Era Atômica, quando o plástico se tornou o material predominante nas gaiolas de produção em massa. Lentamente, as gaiolas de ferro e plástico deram lugar às grandes e elegantes gaiolas de aço encontradas nas lojas de animais de hoje.